# جيم بيترسون (سياسي)
جيم بيترسون هو سياسي كندي، ولد في 30 يوليو 1941 في أوتاوا في كندا. نشط حزبياً في الحزب الليبرالي الكندي.

## مناصب
- انتخب عضو مجلس العموم الكندي عن دائرة ويلوديل [الإنجليزية]‏ وقد انضم خلال فترته النيابية [الإنجليزية]‏ للكتلة البرلمانية الحزب الليبرالي الكندي.
- انتخب عضو مجلس العموم الكندي عن دائرة ويلوديل [الإنجليزية]‏ وقد انضم خلال فترته النيابية [الإنجليزية]‏ للكتلة البرلمانية الحزب الليبرالي الكندي.
- انتخب عضو مجلس العموم الكندي عن دائرة ويلوديل [الإنجليزية]‏ وقد انضم خلال فترته النيابية [الإنجليزية]‏ للكتلة البرلمانية الحزب الليبرالي الكندي.
- انتخب عضو مجلس العموم الكندي عن دائرة ويلوديل [الإنجليزية]‏ وقد انضم خلال فترته النيابية [الإنجليزية]‏ للكتلة البرلمانية الحزب الليبرالي الكندي.